# جرناي
جرناي هي إحدى القرى اللبنانية من قرى قضاء صيدا في محافظة الجنوب.